# Singapore People’s Party
Die Singapore People’s Party (abgekürzt SPP; chin.: 新加坡人民党; mal.:Parti Rakyat Singapura) ist eine der Oppositionsparteien in Singapur. Sie wurde 1994 gegründet. Vorsitzender ist das ehemalige Parlamentsmitglied Chiam See Tong. Die Partei war bis März 2011 Teil des Parteienbündnisses Singapore Democratic Alliance. Bei den Wahlen im Mai 2011 verpasste Chiams Frau Lina Chiam im ehemaligen Wahlbezirk ihres Mannes den Sieg um 115 Stimmen.